# パウル・クリストフ・ヘニンクス

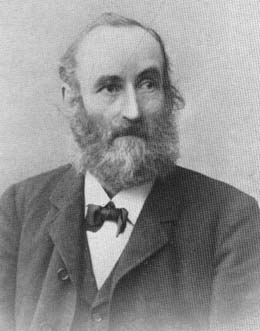
パウル・クリストフ・ヘニンクス

パウル・クリストフ・ヘニンクス（Paul Christoph Hennings 、1841年11月27日 - 1908年10月14日）はドイツの植物学者、菌類学者である。

## 略歴
当時、デンマークの統治下のシュレースヴィヒ＝ホルシュタイン州のハイデに生まれた。メルドルフの高校に進むが、1860年に卒業することなく退校し、キール大学植物園の見習いとなった。植物への熱意をキール大学の植物園長、ノルテ（Ernst Ferdinand Nolte）に認められて、キール大学の冬季授業に参加することができた。1864年にシュレースヴィヒ＝ホルシュタインの帰属をめぐる第二次シュレースヴィヒ＝ホルシュタイン戦争がおきると学業は中断され、郵便局で働くが、余暇の時間にはノルテと地域の植物採集と栽培を行い、園芸学校で講師を務めた。ノルテの後任の植物園長となったアウグスト・アイヒラーがヘニンクスを雇用し、植物園の助手にした。植物園の標本館で働き、自らのコレクションを加え、地域の植物誌を出版し、隠花植物やキール湾の海藻のコレクションも作り上げた。1880年にアイヒラーがベルリン大学の教授、植物園長に就任した後、ヘニンクスをベルリンに招いた。1891年にベルリン大学植物園の学芸員（Kustos ）となった。ベルリンでは菌類の分類学的研究をすすめ、北部ドイツの菌類の研究や、ドイツの植民地の熱帯の菌類の研究をすすめ、菌類の権威としての評価を得た。1992年には教授に任じられた。多くの論文は学術誌 "Hedwigia"に掲載され、1893年から1905年の間は編集にも携わった。
菌類の属名Henningsia（Meripilaceae科）、Henningsiella （Schizothyriaceae 科）などに献名されている。

## 著作
- 1891: Fungi africani: 1, in Botanisches Jahrbücher für Systematik, Pflanzengeschichte und Pflanzengeographie, hrsg. von A. Engler, S. 337–373
- 1893: Fungi africani: 2, in Botanisches Jahrbücher für Systematik, Pflanzengeschichte und Pflanzengeographie, hrsg. von A. Engler, S. 1–42
- 1893: Fungi Warburgiani, in Hedwigia 32, S. 216–227
- 1895: Fungi aethiopici, in Hedwigia 34, S. 328
- 1896: Beiträge zur Pilzflora Südamerikas: 1, in Hedwigia 35, S. 207
- 1897: Fungi camerunenses: 2. (incl. Nonnullis aliis africanis), in Englers botanische Jahrbuch 23, S. 537–558
- 1897: Beiträge zur Pilzflora Südamerikas: 2", in Hedwigia 36, S. 190–246
- 1900: Fleischige Pilze aus Japan, in Hedwigia 39:5, S. 155–157
- 1901: Fungi Indiae orientalis: 2, in Hedwigia 40, S. 323–342
- 1904: Fungi amazonici a. cl. Ernesto Ule collecti: 1, in Hedwigia 43, S. 154–186
- 1904: Fungi fluminenses a. cl. E. Ule collecti, in Hedwigia 43, S. 78–95